# MR-20
MR-20はロシアの単段式観測ロケット。MR-12の改良型で、高度250kmに135kgのペイロード能力があった。
1979年1月1日から1991年10月1日までに109回使用され、すべて成功した。

## 性能
- ペイロード：130 kg
- 高度：250 km
- 重量：1,600 kg
- 直径：0.45 m
- 全長：9.00 m
- 翼幅：1.36 m